# Eleutherobia rubra
Eleutherobia rubra är en korallart som först beskrevs av Lars Zakarias Brundin 1896.  Eleutherobia rubra ingår i släktet Eleutherobia och familjen läderkoraller. Inga underarter finns listade i Catalogue of Life.